# Макгиннесс, Нора
Нора Макгиннесс (англ. Norah McGuinness  ; 7 ноября 1901, округ Лондондерри, Ирландия — 22 ноября 1980, графство Дублин, Ирландия ) — ирландская художница модернистского направления. На протяжении всей жизни создавала многочисленные дорожные этюды и зарисовки (акварелью, гуашью; пастелью и пером), которые она делала во время путешествий по Европе, Индии, США и по родной Ирландии.

## Биография
Обучалась в Дублинской Школе искусств Метрополитен под руководством замечательных ирландских художников, портретиста Патрика Тюои и иллюстратора и витражиста, Гарри Кларка .
Завершив обучение в Дублине, она в течение года совершенствуется в стенах Политехнического колледжа Челси (англ.) (Лондон).
В Дублине она организует свою студию и занимается костюмами и сценографией для театров «Abbey» и «Peacock». Маститый ирландский поэт, Уильям Батлер Йейтс заказал  Норе Макгиннесс иллюстрации к поэтическим сочинениям «Owen Red Hanrahan» (англ.) и «The Red Rose» (англ.) . В Дублине Макгиннесс стала частью художественной группы, в которую входили художницы Иви Хоун, Мейни Джеллет, Мэри Суонзи, заинтересованные, как и она, в развитии современного искусства в Ирландии.
Вняв совету Мейни Джеллет (1897—1944), в 1929 году она отправляется в Париж, где проходит школу кубизма в студии художника Андре Лота (1885—1962).  В своих пейзажах Макгиннесс удачно объединила элементы кубизма  (фрагментация, различные точки зрения и резкие геометрические формы)  со свойственной ей подвижной “скорописью” исполнения. При этом, работы Макгиннесс отличает сильная композиция, уверенное использование цве́та, ассоциирующееся с «Парижской школой» .
С 1937 по 1939 жила в Нью-Йорке, занимаясь: в том числе, витражами .
Наряду с Мейни Джеллет, Луи ле Броки, она помогла организовать в 1943 году Выставку ирландского живого искусства (англ.) (альтернативную организацию, по сравнению с более консервативной Королевской Ибернийской Академией (англ.)) и стала её президентом в 1944, после смерти Джеллет. Макгиннесс возглавляла это сообщество около двадцати лет.
В 1950 (вместе с Нано Рейд) Нора Макгиннесс представляла Ирландию на Венецианской Биеннале. Она была избрана почетным членом Ибернийской Академии (R.H.A.) (англ.)) в 1957, а в 1973 получил почетную докторскую степень от Тринити-колледжа.